# راز گل شب‌بو
راز گل شب بو فیلمی به کارگردانی سعید خورشیدیان و نویسندگی محمود حسنی ساختهٔ سال ۱۳۷۲ است.

## خلاصه داستان
الهه در بین اثاثیه پدرش تابلویی با امضای «پریوش» می‌یابد و کنجکاوانه پیگیر جستجوی صاحب تابلو می‌شود. نامادریش، «نرگس» که در بیمارستان بستری است، چیزی از تابلو نمی‌داند، اما نتیجه جستجوها، سرانجام «الهه» را به این واقعیت می‌رساند که «پریوش» مادرش بوده است؛ و بعد به این حقیقت دست می‌یابد که پدر پس از مرگ «پریوش» تنها زمانی آرام گرفت که با «نرگس» که شباهت زیادی به «پریوش» داشت، آشنا گردید. اما «نرگس» هرگز موفق به پر کردن جای خالی «پریوش» نشد و به زودی التهاب و گرمای اولیه فرو نشست و بی‌تفاوتی حاکم بر زندگیشان گردید. عدم توجه و سردی رابطه بین پدر و «نرگس» سرانجام «نرگس» را روانه بیمارستان می‌کند. الهه که از این وضعیت متأثر شده ضمن قدردانی از او که چون «مادر» او را سرپرستی و بزرگ کرده، موقعیت فراهم می‌آورد تا پدرش نیز سپاسگزار «نرگس» باشد.

## بازیگران
- ماهایا پطروسیان در نفش الهه
- بیژن امکانیان در نفش رضا
- آزیتا حاجیان در نفش نرگس
- جلال مقامی در نفش الهیاری
- نیکو خردمند در نفش پریوش
- علی برجسته در نفش کوثری
- مهوش وقاری در نفش خانم کوثری
- کتایون سیاف در نقش مهناز
- شاپور بخشایی در نقش عزیزآقا
- گیتی معینی در نقش گلچهره
- افسانه عراقیان در نقش پرستار
- بابک برجسته در نقش شاگرد قابساز
- آرین خورشیدیان در نقش کودک خردسال